# Conseil national de l'information géolocalisée
 (septembre 2012).
Si vous disposez d'ouvrages ou d'articles de référence ou si vous connaissez des sites web de qualité traitant du thème abordé ici, merci de compléter l'article en donnant les références utiles à sa vérifiabilité et en les liant à la section « Notes et références ».
 (mars 2024).
Le Conseil national de l'information géolocalisée (CNIG) est institué en France sous le nom de Conseil national de l'information géographique par décret du 26 juillet 1985, réorganisé en 2011 et 2022. Cette commission consultative est placée auprès du ministre chargé du Développement durable. En tant que commission consultative, le CNIG est renouvelé pour cinq ans à compter du 1er juillet 2020.

## Missions
Le Conseil national de l'information géolocalisée est chargé d'étudier les questions relatives aux données dont l'information de localisation est essentielle et qui peuvent être géoréférencées. Il se concentre sur les enjeux et les perspectives de l’information géolocalisée qui concourent au déploiement des politiques publiques.
Depuis le décret du 30 août 2022, le Conseil national de l'information géographique est devenu Conseil national de l'information géolocalisée, alors que ses missions et sa gouvernance sont étendues à cette occasion.
Le CNIG est l'instance de rencontre des principaux acteurs publics et privés, nationaux et territoriaux, concernés par les enjeux de standardisation, d'innovation, de production, de diffusion et de partage de la donnée géolocalisée. Il conseille le gouvernement et le Parlement, organise la concertation et la coordination entre les producteurs et utilisateurs de donnée géolocalisée à tous les échelons et notamment avec les Régions, produit des standards, des guides et des préconisations.
Le Conseil national de l'information géolocalisée est la structure de coordination nationale prévue aux articles 18 et 19.2 de la directive européenne INSPIRE (directive 2007/2/CE du 14 mars 2007 visant à établir une infrastructure d’information géographique dans la Communauté européenne pour favoriser la protection de l'environnement).

## Composition
Le comité plénier du Conseil national de l'information géolocalisée comprend 43  membres :
Au titre de l'État :
- les représentants des ministres chargés : du développement durable ; du logement ; des transports (entrée par décret du 30 août 2022).; de l'intérieur ; du cadastre ; de la défense ; de la cohésion des territoires ; de l'agriculture ; de la recherche; de la culture; de l'Europe et des affaires étrangères (entrée par décret du 30 août 2022) ;
- le directeur général de l'Institut national de l'information géographique et forestière, ou son représentant ;
- le directeur général du Service hydrographique et océanographique de la marine, ou son représentant ;
- le président-directeur général du Bureau des recherches géologiques et minières, ou son représentant ;
- le président-directeur général du Centre national d'études spatiales, ou son représentant ;
- le président-directeur général de l'Institut français de recherche pour l'exploitation de la mer, ou son représentant ;
- le directeur général de l'Institut national de la statistique et des études économiques, ou son représentant (entrée par décret du 30 août 2022) ;
- le directeur général de l'Office français de la biodiversité, ou son représentant (entrée par décret du 30 août 2022) ;
- le président-directeur général de l'Institut national de recherche pour l'agriculture, l'alimentation et l'environnement, ou son représentant (entrée par décret du 30 août 2022) ;
- l'administrateur général des données [directeur interministériel du numérique] (entrée par décret du 30 août 2022) ;
- le commissaire général au développement durable, vice-président.

Au titre des collectivités territoriales et des établissements publics de coopération intercommunale :
- le président de l'Association des maires de France, ou son représentant ;
- le président de l'Assemblée des départements de France, ou son représentant ;
- le président de l'association Régions de France, ou son représentant ;
- le président de l'association France urbaine, ou son représentant ;
- le président de la Fédération des maires des villes moyennes, ou son représentant ;
- le président de l'Association des petites villes de France, ou son représentant ;
- ·le président de l'Association nationale des élus du littoral, ou son représentant ;
- le président de la Fédération nationale des collectivités concédantes et régies, ou son représentant (entrée par décret du 30 août 2022).

Au titre des entreprises et des professions réglementées :
- trois représentants d'entreprises qui produisent de l'information géolocalisée, utilisent celle-ci ou fournissent des services d'information géolocalisée ;
- le président de l'ordre des géomètres-experts, ou son représentant.

Au titre des associations :
- le président de l'Association française pour l'information géographique, ou son représentant ;
- le président de la Fédération nationale des agences d'urbanisme, ou son représentant ;
- le président de l'Association des ingénieurs territoriaux de France, ou son représentant ;
- un représentant de l'association OpenStreetMap France (entrée par décret du 30 août 2022) ;
- le président de l'association OpenDataFrance, ou son représentant (entrée par décret du 30 août 2022) ;
- un représentant d'une association de protection de l'environnement ;
- un représentant d'une association œuvrant pour le numérique responsable (entrée par décret du 30 août 2022).

Au titre des salariés :
- deux représentants des organisations syndicales de salariés représentatives sur le plan national.

Une personnalité qualifiée choisie en raison de sa compétence en matière d'information géolocalisée.  
- Cette personnalité qualifiée est l'actuel président du CNIG, Bertrand Monthubert, nommé par arrêté du ministre de la Transition écologique du 9 avril 2021[6].

## Fonctionnement
Le CNIG dispose d'un secrétariat général permanent assuré par l'Ecolab du service de la recherche et de l'innovation du commissariat général au développement durable du ministère de la Transition écologique et de la Cohésion des territoires.